# Vitellibaculum girella
Vitellibaculum girella är en plattmaskart. Vitellibaculum girella ingår i släktet Vitellibaculum och familjen Haploporidae. Inga underarter finns listade i Catalogue of Life.